# Wanasaba Lor
Wanasaba Lor is een bestuurslaag in het regentschap Cirebon van de provincie West-Java, Indonesië. Wanasaba Lor telt 4426 inwoners (volkstelling 2010).